# Impol Seval Sevojno
Impol Seval Sevojno (code BELEX : IMPL) est une entreprise serbe qui a son siège social à Sevojno. Elle travaille dans le secteur de la métallurgie, principalement dans l'aluminium. Elle entre dans la composition du BELEXline, l'un des indices principaux de la Bourse de Belgrade.

## Histoire
Seval a commencé sa production d'aluminium en 1975. La société a été privatisée en octobre 2002 et son capital a été acquis à hauteur de 70 % par la société slovène Impol de Slovenska Bistrica.
Impol Seval Sevojno a été admise au libre marché de la Bourse de Belgrade le 12 octobre 2005.

## Activités
Impol Seval Sevojno produit des bandes de métal roulées à chaud ou à froid, ainsi que des feuilles et des plaques ; elle produit également des tubes, des tôles ondulées, des plafonds suspendus, des stores vénitiens et des volets roulants. Les produits réalisés sont fabriqués avec de l'aluminium, en alliage avec du magnésium et du manganèse ; ils sont utilisés dans la construction, l'industrie de l'automobile, la fabrication de conteneurs, l'industrie électrique, l'agriculture, l'imprimerie et la fabrication de matériel de camping.

## Données boursières
Le 29 mars 2013, l'action de Impol Seval Sevojno valait 870 RSD (7,80 EUR). Elle a connu son cours le plus élevé, soit 4 000 RSD (35,87 EUR), le 24 août 2007 et son cours le plus bas, soit 542 RSD (4,86 EUR), le 4 mars 2010.
Le capital de Impol Seval Sevojno est détenu à hauteur de 85,89 % par des entités juridiques, dont 70 % par Impol d.o.o. et 15 % par l'Akcionarski fond Beograd ; les personnes physiques en détiennent 13,54 %.